# Navas de Tolosa

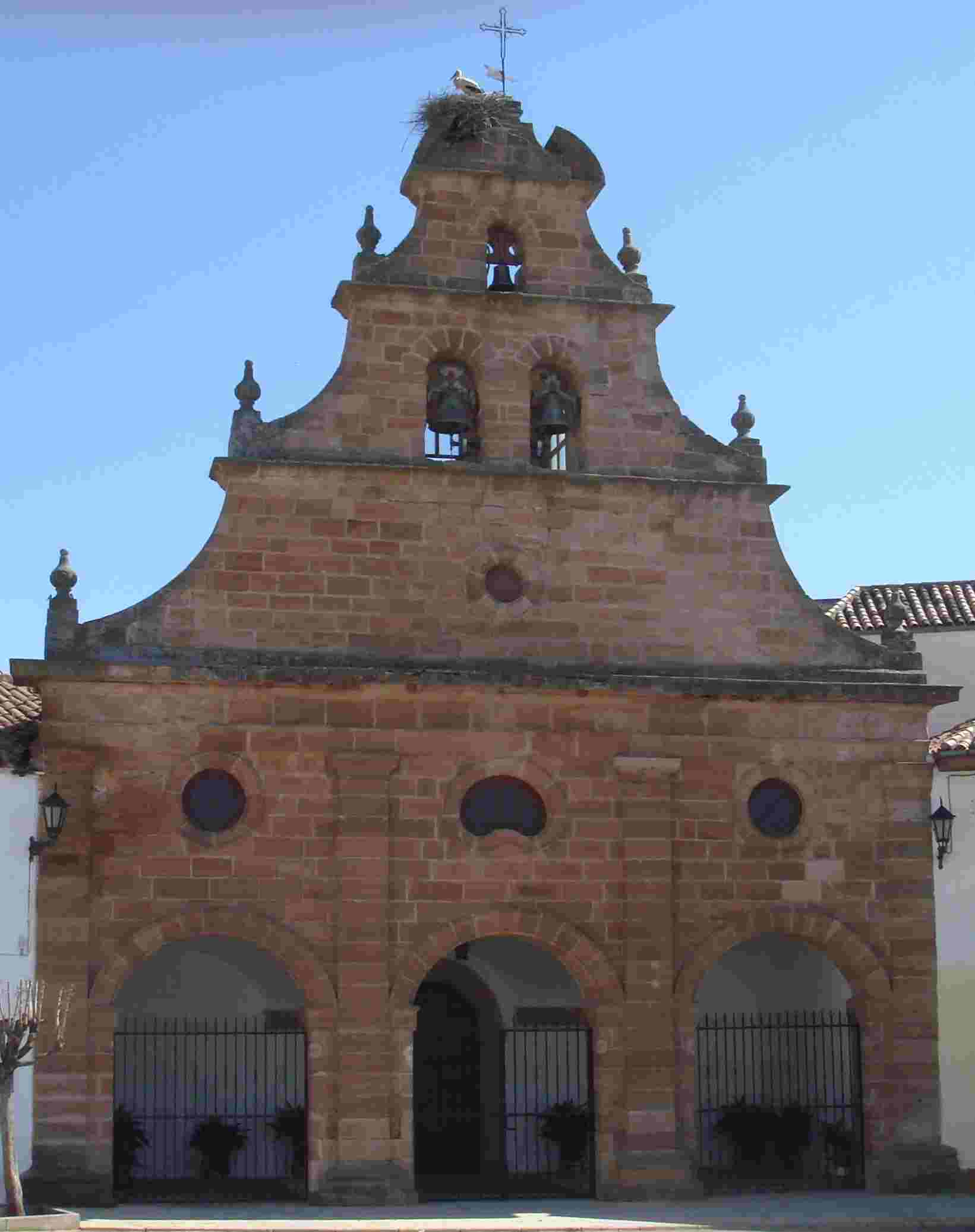
Igreja da Imaculada Conceição|Imaculada (século XVIII)

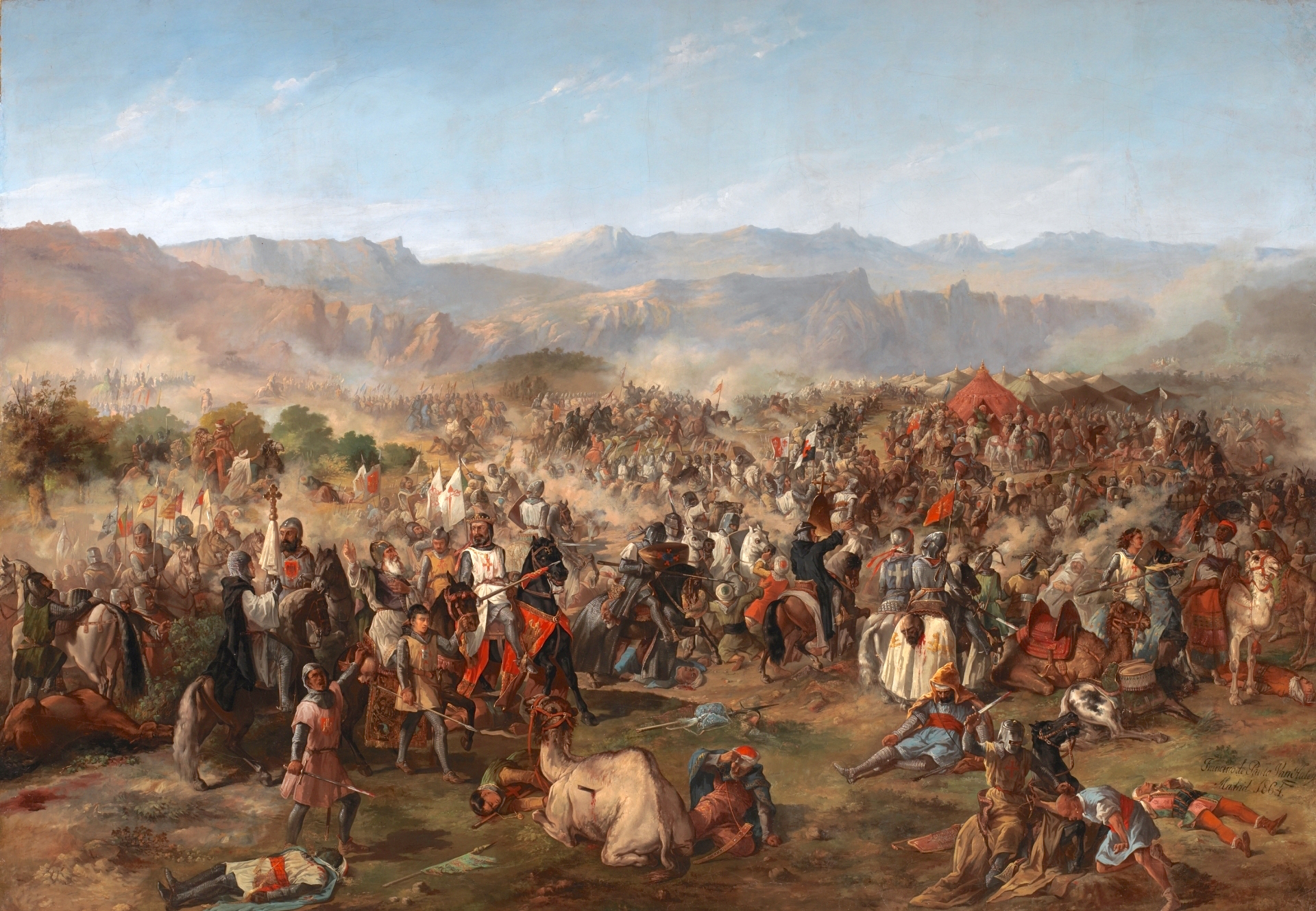
Batalha de Navas de Tolosa (1212)

Navas de Tolosa, localidade espanhola pertencente a La Carolina, junto à Serra Morena.

## História
Em 1212 os reis Afonso VIII de Castela, Pedro II de Aragão e Sancho VII de Navarra derrotaram o Califado Almóada na Batalha de Navas de Tolosa em que colaboraram, como cruzados, cavaleiros franceses e portugueses.

## Património
- Castelo de Navas de Tolosa (século X).
- Igreja de la Imaculada Conceição|Imaculada (século XVIII).

## Festas
- Santo António de Padua, orago da localidade, 13 de junho.
- Virgen del Carmen, orago, 16 de julho.
- Virgen de Las Navas de Tolosa, 15 de agosto.